# Cezary Żak
Cezary Antoni Żak (ur. 22 sierpnia 1961 w Brzegu Dolnym) – polski aktor teatralny, filmowy, telewizyjny i dubbingowy oraz reżyser. Jest wielokrotnie obsadzany, na zasadzie przeciwieństwa postaci, w duecie aktorskim z Arturem Barcisiem.

## Życiorys

### Edukacja
Początkowo planował studiować romanistykę, lecz nie zdał egzaminu wstępnego. W 1985  ukończył studia na Wydziale Aktorskim wrocławskiej filii PWST w Krakowie.

### Kariera
Jako aktor teatralny zadebiutował 15 marca 1986 rolą działacza społecznego w sztuce Stanisława Ignacego Witkiewicza Panna Tutli Putli we Wrocławskim Teatrze Współczesnym. Będąc aktorem tego teatru, w 1993 otrzymał nagrodę Towarzystwa Przyjaciół Teatru we Wrocławiu dla młodego aktora, a w 1994 – wyróżnienie za Kontrabasistę Patricka Süskinda i Trofeum od Prezydenta Torunia na XXVIII Ogólnopolskim Festiwalu Teatrów Jednego Aktora w Toruniu. Następnie był aktorem: Teatru im. Cypriana Kamila Norwida w Jeleniej Górze (1995–1996) i Teatru Powszechnego w Warszawie (1997–2006).
Rozgłos zdobył dzięki roli Józefa Sobolewicza w serialu TVP1 Klan (1997–2004), ale największą popularność zyskał za sprawą roli egoistycznego i bardzo pomysłowego Karola Krawczyka w sitcomie Polsatu Miodowe lata (1998–2003), którą powtórzył w spin-offie serialu, Całkiem nowe lata miodowe (2004). Za tę rolę w 1999 zdobył nominację do Telekamery dla ulubionego aktora. Następnie wykreował podwójną rolę braci-bliźniaków, Pawła i Piotra Koziołów, w serialu Ranczo (2006–2016), za co był nominowany czterokrotnie do Telekamer (2008, 2009, 2011, 2017). W latach 2010–2011 grał główną rolę w serialu Ludzie Chudego.
W 2012 zadebiutował jako reżyser teatralny spektaklem Trzeba zabić starszą panią, który wystawił premierowo 8 lipca 2012 w Och-Teatrze. Następnie wyreżyserował sztuki: Złodziej (premiera: 10 listopada 2014), Truciciel (premiera: 28 maja 2015), Serca na odwyku (premiera: 19 maja 2018), Kolacja dla głupca (premiera: 11 czerwca 2021), Dziewczyna z pociągu (premiera: 11 lutego 2021), Przesyłka z zaświatów (premiera: 13 listopada 2023), Pułapka (premiera: 6 kwietnia 2025).
Przez cztery lata razem z Tadeuszem Drozdą występował w kabarecie „Drozda Show”. W latach 90. był gospodarzem teleturnieju As, dama, walet w telewizji Polsatu. W latach 2000–2001 prowadził program Ładny dom w TVN. W 2017 był jurorem w programie The Brain. Genialny umysł w telewizji Polsat.

## Życie prywatne

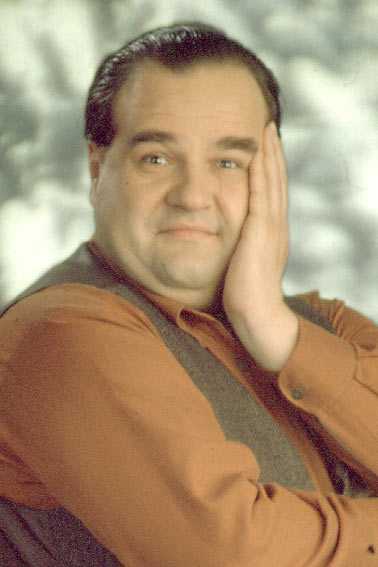
Żak

Jego bratem ciotecznym jest satyryk Tadeusz Drozda.
Deklaruje się jako osoba wierząca w Boga.
W 1985 ożenił się z aktorką Katarzyną Żak, z którą ma dwie córki: Aleksandrę (ur. 1988) i Zuzannę (ur. 1994).

## Programy telewizyjne
| Nazwa programu            | Lata emisji | Telewizja | Jako       |
| ------------------------- | ----------- | --------- | ---------- |
| As, dama, walet           | Lata 90.    | Polsat    | Prowadzący |
| The Brain. Genialny umysł | 2017        | Polsat    | Juror      |

## Filmografia
- 1993: Magneto w Autrement jako ksiądz
- 1993: Czterdziestolatek 20 lat później jako szofer samochodu wiozący Karwowskiego (odc. 12)
- 1994: Polska śmierć jako facet zabity w garażu
- 1995: Pułkownik Kwiatkowski jako porucznik Brzóska
- 1995: Matki, żony i kochanki jako Leon, kolega z pracy Janka
- 1995: Maszyna zmian jako policjant (odc. 3 i 7)
- 1995: Gracze jako ksiądz Jaworski
- 1995: Daleko od siebie jako patolog
- 1995: Cwał jako porządkowy na defiladzie
- 1996: Wirus jako złodziej skutera wodnego Michała
- 1996: Tajemnica Sagali jako Mogo, starszy grodu w Biskupinie (odc. 4 i 5)
- 1996: Słaba wiara jako kierowca
- 1996: Odwiedź mnie we śnie jako „Garus”
- 1996: Nocne graffiti jako dowódca straży
- 1996: Niemcy jako oficer gestapo
- 1996: Ekstradycja 2 jako „Gruby”, człowiek „Sachara”
- 1997: Taekwondo jako właściciel restauracji
- 1997: Pułapka jako „Mały”, człowiek „Baby”
- 1997: Prostytutki jako Niemiec w „Gejszy”
- 1997: Musisz żyć jako zakonnik Andrzej w „kontenerze”
- 1997: Młode wilki 1/2 jako adwokat Krzyśka
- 1997: Królowa złodziei
- 1997: Kroniki domowe jako przewodniczący
- 1997: Kiler jako barman
- 1998: Gniew jako policjant
- 1997–2002: Klan jako Józef Sobolewicz
- 1998: Gwiezdny pirat jako Max Rajner, brat Roberta, bratanek Jadwigi Kurcewicz
- 1998: 13 posterunek jako monter (odc. 25); obsada aktorska (odc. 41)
- 1998–2003: Miodowe lata jako Karol Krawczyk (1-131)
- 1999: Wszystkie pieniądze świata jako dyrektor Svoboda
- 1999: Tygrysy Europy jako Lolek, właściciel akcji, klient klubu pani Steni
- 1999: Fuks jako taksówkarz wiozący Koreańczyków
- 1999: Ajlawju jako Rysiek, kolega Gosi
- 1999: Świat według Kiepskich jako Karol Krawczyk z Miodowych lat (odc. specjalny „Wielki bal”)
- 2000: Wielkie rzeczy: System jako monter telewizji kablowej
- 2000: Słoneczna włócznia jako burmistrz Winter (odc. 2 i 13)
- 2001: Na dobre i na złe jako Roman Ziętek, mąż Jadwigi (odc. 79)
- 2001: Garderoba damska jako mężczyzna (odc. 2 i 7)
- 2002: Zemsta jako Perełka, kuchmistrz Cześnika
- 2002: Dzień świra jako dentysta
- 2003: Zróbmy sobie wnuka jako „Ciężki”, zainteresowany kupnem ziemi Koseli
- 2003: Kasia i Tomek jako Marcin, przyjaciel Tomka sprzed lat
- 2004: Sublokatorzy jako ksiądz Marian (odc. 3)
- 2004: Pensjonat pod Różą jako Władek (odc. 16)
- 2004: Dziupla Cezara jako tramwajarz Karol Krawczyk (odc. 2)
- 2004: Całkiem nowe lata miodowe jako Karol Krawczyk (odc.1-17)
- 2005: RajUstopy jako Piotr
- 2006: Wszyscy jesteśmy Chrystusami jako sanitariusz w izbie wytrzeźwień
- 2006–2009, 2011–2016: Ranczo jako (2 role: wójt/senator/prezydent elekt Paweł Kozioł, ksiądz/biskup Piotr Kozioł)
- 2006: Oficerowie jako Rysio, producent „TV Max” (odc. 3 i 11)
- 2006: My Baby jako mąż, pacjent Joanny (odc. 5)
- 2006: Czeka na nas świat jako bogacz
- 2007: Tajemnica twierdzy szyfrów jako SS-Hauptsturmfuhrer Harry Sauer
- 2007: Ranczo Wilkowyje jako (2 role: wójt Paweł Kozioł; ksiądz Piotr Kozioł)
- 2007: Halo Hans! jako pułkownik Jabłuszenko (odc. 1-13)
- 2010: Ciacho jako komendant
- 2010–2011: Ludzie Chudego jako komisarz Tadeusz Chudziszewski „Chudy” (odc. 1-26)
- 2012: Hotel 52 jako Lesław (odc. 58)
- 2016: Dwoje we troje jako znany aktor, klient banku (odc. 22)
- 2016: Druga szansa jako producent filmowy (odc. 7)
- 2016–2017: Barwy szczęścia jako Roman Berg, ojczym Madejskiego
- 2017: Dziewczyny ze Lwowa jako mecenas Grad
- 2017–2018: Druga szansa jako Henryk Zieliński
- 2017: Ucho Prezesa jako zwierzchnik policji (odc. 23)
- 2018: 7 uczuć jako konduktor
- 2018: Diablo. Wyścig o wszystko jako organizator walk
- 2019: Echo serca jako Stanisław Borski, ojciec Magdaleny
- 2020: Ojciec Mateusz jako Igor Wątróbski (odc. 314)
- 2020: Ludzie i bogowie jako Jan Nowotny (odc. 6)
- 2021: Krime Story. Love Story jako „Palacz”
- 2021: Gierek jako Leonid Breżniew
- 2021: Receptura[12] jako Tadeusz Żakowski, ojciec Zosi
- 2021: Dawid i elfy jako Święty Mikołaj
- 2021–2022: Kontrola jako ojciec Majki
- 2022: Gierek jako Leonid Breżniew
- 2023: Uwierz w Mikołaja jako Adam
- 2023: Gdzie diabeł nie może tam baby pośle jako wicepremier Sekuła
- 2024: Nic na siłę jako Adam Wolak, ojciec Kuby
- 2024: Gra z cieniem jako minister bezpieczeństwa wewnętrznego Ryszard Piotrowicz
- 2024: Idź przodem, bracie jako Mietek Czorny, ojciec Damiana i Grześka

## Dubbing
- Kajko i Kokosz (2005) jako Kokosz
- Stefan Malutki (2006) jako Stefan Malutki
- Garfield: Festyn humoru (2008) jako Garfield
- WALL·E (2008) jako kapitan
- Załoga G (2009) jako Ben
- Garfield: Koty górą (2009) jako Garfield
- Shrek Forever (2010) jako Pichcik
- Mike i Molly (od 2010) jako Vince Moranto
- Mniam! (2011)
- Żółwik Sammy 2 (2012) jako Filip
- Rycerz Blaszka. Pogromca smoków (2013) jako Kelwin Popiołek
- Czarnoksiężnik z Oz: Powrót Dorotki (2014) jako Sowa Mądralek
- Han Solo: Gwiezdne wojny – historie (2018) jako Rio Durant
- Mary Poppins powraca (2018) jako pan Gooding / Borsuk